# Syneora strixoides
Syneora strixoides är en fjärilsart som beskrevs av Holloway 1979. Syneora strixoides ingår i släktet Syneora och familjen mätare. Inga underarter finns listade i Catalogue of Life.